# ماتیاس کاتالان
ماتیاس کاتالان (انگلیسی: Matías Catalán؛ زادهٔ ۱۹ اوت ۱۹۹۲) بازیکن فوتبال اهل شیلی است.
از باشگاه‌هایی که در آن بازی کرده است می‌توان به باشگاه ورزشی سن لورنسو آلماگرو اشاره کرد.
وی همچنین در تیم ملی فوتبال بزرگسالان شیلی بازی کرده است.

## دوران باشگاهی
او در اوایل سال ۲۰۱۱ از مار دل پلاتا به سن لورنزو آمد و در باشگاه آل ور ورس آموزش دید. او از باشگاه ورزشی سن لورنسو آلماگرو، نیز در زادگاهش گذر کرد و در دسته چهارم ظاهر شد، چند بازی در تیم دوم انجام داد تا این‌که ریکاردو کاروسو لومباردی او را دید. اولین بازی رسمی رسمی او در تاریخ ۱۶ مه ۲۰۱۲ در مرحله یک چهارم نهایی جام حذفی فوتبال آرژانتین مقابل ریور پلاته بود که تیم بوئدو آن بازی را با نتیجه ۲–۰ واگذار کرد. او با سن لورنزو موفق به کسب جام تورنئو اینسیال ۲۰۱۳ شد و در این تورنمنت تنها ۳ بازی انجام داد، اما همه آنها به عنوان بازیکن اصلی بودند؛ او مقابل باشگاه فوتبال راسینگ در هفته دوم، باشگاه فوتبال آرژانتینوس جونیورز در هفته سوم و باشگاه فوتبال آرسنال ساراندی در هفته یازدهم به میدان رفت. اولین گل رسمی او در تاریخ ۱۷ ژوئیه ۲۰۱۴ مقابل آلمیرانته براون در مرحله یک شانزدهم نهایی کوپا آرژانتین به ثمر رسید و این بازی با نتیجه ۲–۰ به نفع باشگاه ورزشی سن لورنسو آلماگرو به پایان رسید.
در سال ۲۰۱۶ او به صورت قرضی به باشگاه فوتبال اتلتیکو رافائلا منتقل شد و ۸ بار برای آن‌ها به میدان رفت.
برای فصل ۲۰۱۷–۲۰۱۶ او به صورت قرضی به تیمی که به‌طور فنی توسط دیگو کاگنا هدایت می‌شد، باشگاه فوتبال سن مارتین د توکومان منتقل شد تا در دسته دوم فوتبال آرژانتین بازی کند. پس از پایان فصل و مشارکت در صعود با تیم آرژانتینی، در اوت ۲۰۱۷ به باشگاه فوتبال اتلتیکو سن لوئیس در لیگ دسته اول فوتبال مکزیک منتقل شد، قرارداد او با سن لوئیس به مدت دو فصل اعتبار داشت. سپس به باشگاه فوتبال استودیانتس، قرض داده شد، اما در آن‌جا به دلیل مشکلات بوروکراتیک در جریان عقد قرارداد هرگز نتوانست بازی کند.
پس از سه فصل، که بخشی از تیمی بود که به لیگ برتر صعود کرد، در نوامبر ۲۰۲۰ اعلام کرد که از تیم جدا می‌شود. چند روز بعد، به عنوان یار تقویت‌کننده به باشگاه فوتبال پاچوکا خواهد پیوست.
در ژانویه ۲۰۲۲ به عنوان بازیکن جدید تایریس کوردوبا در لیگ برتر فوتبال آرژانتین به صورت قرضی معارفه شد.
در فوریه ۲۰۲۳، تیم کوردوبایی حق جذب او را به‌طور دائم پرداخت کرد و قراردادی به مدت ۳ فصل با کاتالان امضا کرد.

## دوران ملی
از آن‌جایی که پدر او اهل شیلی است و او در آرژانتین رشد و نمو یافته است، او می‌توانست برای هر دو تیم ملی، آرژانتین و شیلی، بازی کند.
او در زمان هدایت تیم ملی فوتبال شیلی توسط خورخه سامپائولی در رادار این تیم قرار گرفت. در اوت ۲۰۱۸، ادمین کاتالان در شبکه‌های اجتماعی از دعوت وی به تیم ملی شیلی توسط سرمربی تیم شیلی، رینالدو روئدا خبر داد؛ اما این دعوت انجام نشد. در مارس ۲۰۲۳، او در نهایت توسط ادواردو بریتزو برای حضور در تیم ملی فوتبال شیلی در فیفا دی ماه مارس دعوت شد.